# Isla Tac
Tac es una isla del sur de Chile, ubicada en el archipiélago de Chiloé.en la comuna de Quemchi y se encuentra al sur de isla Butachauques. Según el censo de 2017, tiene 400 habitantes.

## Descripción
Tiene 3,2 km de largo por 1,6 km de ancho y una superficie de 6,5 km². Se llega luego de navegar dos horas hacia el noreste, saliendo de Dalcahue.
Su principal fuente de trabajo es la pesca de merluza que es usada para la exportación. 
Posee una posta, una iglesia y la Escuela Rural Tac, que atiende desde primero a octavo básico. La luz eléctrica llegó a esta isla en octubre del año 2000 gracias a un proyecto híbrido eólico-diésel consistente en dos turbinas que son movidas por el viento, situadas en torres de 25 metros de altura con siete metros de diámetro y tres aspas cada una, que soportan vientos de hasta 250 kilómetros por hora, permitiendo así ayudar a las familias que en ella habitan y tener luz todo el día.

## Conectividad
Existe un servicio de transporte de pasajeros subsidiado que realiza las rutas Tac-Tenaún-Dalcahue y Tac-Achao. La lancha hacia Dalcahue sale los lunes y jueves (a las 8.00 y 7.00 horas, respectivamente) y regresa los martes y jueves (sale de Dalcahue a las 13 y 15 horas, respectivamente).
La lancha hacia Achao sale los viernes y domingos, y regresa el mismo día.